# Castell de Llobera
El Castell de Llobera és un castell del nucli i municipi de Llobera (Solsonès) declarat bé cultural d'interès nacional.

## Situació
El castell es troba a l'extrem nord del municipi, al nucli de Llobera, al cap d'un turó que s'aixeca a ponent de l'església parroquial de Sant Pere, al vessant esquerre de la riera de Miravé, capçalera de la riera de Sanaüja. Des del darrere de l'església un ample camí puja al castell seguint la cinglera que protegia la fortalesa pel sud.
A Llobera s'hi va per la carretera asfaltada que es deriva, en direcció oest (ben senyalitzada), del km. 47 de la C-451 de Biosca a Solsona (41° 56′ 43″ N, 1° 29′ 23″ E / 41.945368°N,1.489736°E), a l'encreuament de l'Hostal del Boix, d'on, en la part oposada, surt la que mena al Miracle i Su. S'hi arriba en 2,2 km.

## Arquitectura

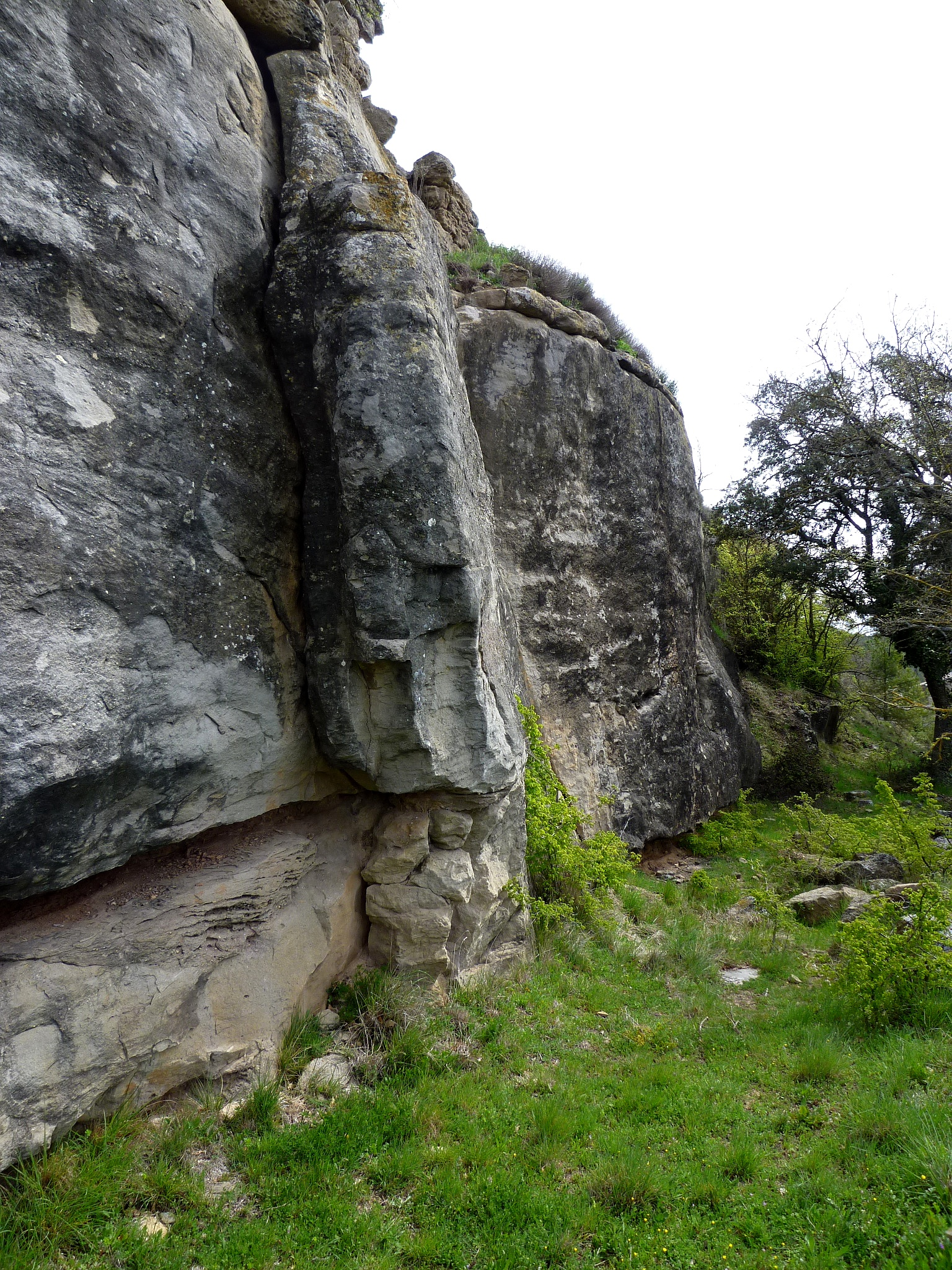
Pujada al castell (abril 2012)

Situat a l'interior d'una zona fortificada, és de planta rectangular de 15,70 m de longitud i 7,90 m d'amplada. El gruix del mur és d'uns 130 cm. L'alçada actual oscil·la entre els 6 i els 8 m. L'edifici ha tingut nombroses transformacions. El mur de ponent, que es conserva gairebé sencer, ha estat refet en bona part, si bé sembla que els dos angles són els originals. A l'interior hi havia tres arcades d'uns 5 m d'alçada de les quals es conserva la més septentrional. Fa poc encara es conservaven una sala inferior amb tres arcades, un pis superior i unes golfes, coronat tot l'edifici per un teulat de doble vessant.
Els carreus de la part original són força ben escairats i tenen unes mides de 25 cm d'alt per 40 o 50 d'ample. La porta principal s'obria a l'extrem migjorn de la façana de llevant amb una amplada de 156 cm i acabada amb un arc de mig punt format per tretze dovelles de 70 cm d'ample. La clau o dovella central era molt estreta. Davant la porta s'estén una esplanada de 49,5 m per 23 m al marge de la qual, i aprofitant en part el límit natural de les roques, hi ha restes d'una muralla que fortificava el castell.
La construcció es dataria vers el segle xiii, amb les arcades i alguna paret dels segles xiv i xv i alguna transformació posterior.

## Història

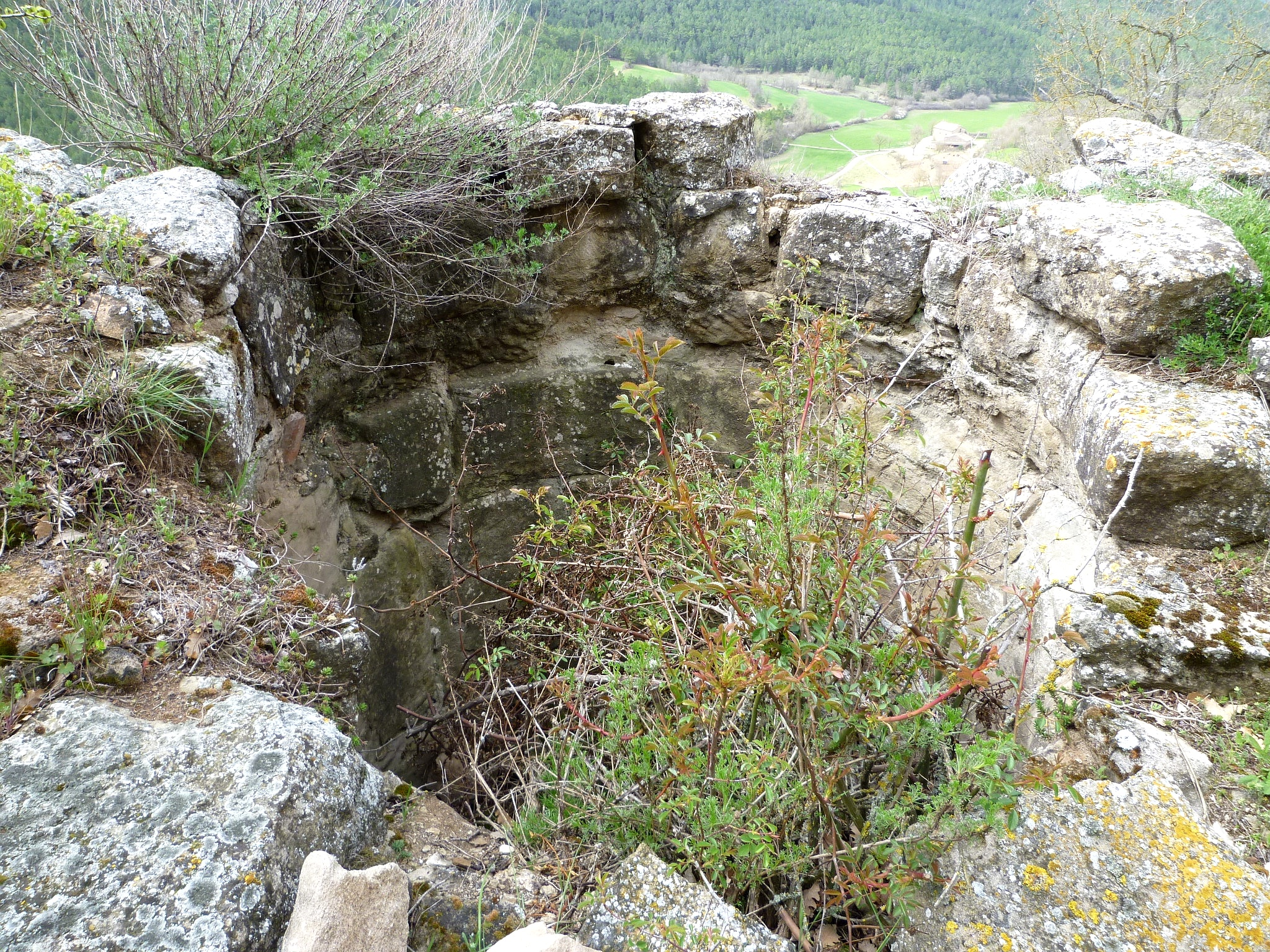
Cisterna (abril 2012)

Els primers documents sobre el castell i els seus senyors daten del segle xi. Existeix un document de l'establiment d'un mas de Llobera de l'any 1002, fet per Sanç de Llobera i la seva muller, possessió que va passar al seu fill Bonfill. Aquest i la seva muller, Amaltruda van fer consagrar l'església de Sant Pere de Llobera el 1037. Bonfill, l'any 1042 llegà el castell als seus fills: Ramon, Eribau, Arnau, Guitard o Bermon, per aquest ordre si bé l'any 1072 encara consta com a senyora de Llobera l'esposa Amaltruda, germana del bisbe d'Urgell. Ambdós germans eren de la família vescomtal dels Cardona. Finalment, la senyoria passà a Eribau, senyor del Portell (Segarra) i després al fill d'aquest Sanç de Llobera que participà, amb el comte d'Urgell, en el setge i conquesta de Balaguer. L'any 1087 era feudatari Guillem Isarn i encomanà en feu al seu fill Arnau de Guillem els castells de Llobera i de Portell. L'any 1131 un altre feudatari, Guerau Ponç de Cabrera, en el seu testament deixa el castell al seu fill Ferrer que l'havia de posseir en feu amb el seu germà Ponç.
El 1152 es produeix una convinença entre Guillem de Ponç i Albert de Lica, segons la qual el primer encomanava al segon els castells de Llobera, Madrona i Portell. Sanç de Llobera, succeït per Pere de Sanç de Llobera que feu hereu el seu fill Pere de Llobera qui, l'any 1190, fixava que havia de ser enterrat a Santa Maria de Solsona. A partir d'aquest moment, la seva muller Sança apareix com a senyora de Llobera.
Els Llobera participaren en la conquesta de la Catalunya Nova ponentina i en particular en el setge de Lleida l'any 1149. Alguns membres del llinatge s'establiren a Lleida i altres romangueren a la vila de Solsona des d'on feren el salt a Barcelona el segle xv. El 1375, el fogatge precisa que el castell de Llobera era d'Albert de Pinós i en segles més moderns apareix com a senyor de Llobera el duc de Cardona. El 1760 apareixen en una capbrevació les confrontacions del terme d'aquest castell. El 1831, Llobera comptava 97 ànimes i seguia essent senyoriu del duc de Cardona.